# Jeremiáš Wiśniowiecki
Jeremiáš Michal Korybut Wiśniowiecki (polsky: Jeremi Michał Korybut Wiśniowiecki, ukrajinsky: Ярема Вишневецький – Jarema Višneveckij; 17. srpna 1612, Lubny – 20. srpna 1651), přezdívaný pro svou tvrdost a vojevůdcovské schopnosti Kladivo na kozáky nebo Železná pěst, byl polským šlechticem a otcem budoucího polského krále Michala Wiśniowieckého. Byl jedním z nejbohatších polských magnátů, po matce potomek vysoké moldavské aristokracie. Bojoval proti záporožským kozákům během povstání Bohdana Chmelnického. Účastnil se obrany pevnosti Zbaraže proti kozákům.

## Život

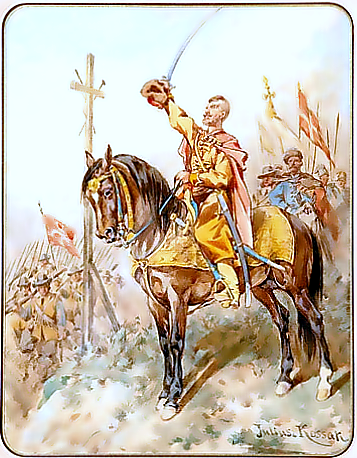
Jeremiáš Wiśniowiecki na obraze Juliusze Kossaka

Jeremiáš ve svých čtyřech letech ztratil otce, kterého otrávil pravoslavný kněz. Za tři roky poté mu zemřela i matka Regina, pocházející z rodu moldavských bojarů Mogilů, a byl vychováván svým strýcem Konstantinem Wiśniowieckim. Byl poslán na studia do jezuitského gymnázia. Během studií přestoupil z pravoslaví ke katolictví. I přesto, že jeho matka, sestra pravoslavného metropolity kyjevského Petra Mogily, před smrtí prohlásila, že pokud přestoupí někdy na katolickou víru, proklíná ho.
Zdědil majetky na Volyni a Ukrajině. Nechal kolonizovat dosud neobydlené oblasti a chránil svá panství a lidi na nich před nájezdy Tatarů. Vedle toho značně podporoval pravoslavné i katolické kostely a církevní vzdělávací instituce. První válečné zkušenosti získal v Nizozemí a po návratu do Polska se aktivně účastnil polsko-ruské války v letech 1633–1634. Dále se podílel na potlačení kozácké vzpoury Dymitrije Huni. V letech 1640–1644 se účastnil války s Tatary. Roku 1648 byl volitelem krále Jana Kazimíra II. Vasy na polský trůn.
V letech 1648–1651 sehrál významnou roli při potlačení kozácké vzpoury, vedené Bohdanem Chmelnickým, přičemž si počínal tvrdě, až brutálně. Proslul sice jako zkušený vojevůdce, ale jeho odvetné akce proti kozákům byly mnohdy velmi kruté, zahrnovaly vypalování vesnic, mučení zajatých kozáků i popravy bez soudu, často i nabodnutím na kůl. Je však třeba říci, že podnět k tvrdému trestání dali povstalečtí kozáci brutálními masakry Židů a Poláků žijících na Ukrajině. Roku 1649 kníže Jeremiáš vedl obranu pevnosti Zbaraž proti Chmelnického kozákům. O dva roky později se účastnil bitvy pod Beresteczkem. Ironií osudu je, že Jeremiášův prastrýc Dymitr Wiśniowiecki zvaný Bajda, byl kozácký hetman a dokonce jeden ze zakladatelů Záporožské Síče.
Během vojenského tažení dne 14. srpna 1651 onemocněl horečkou a úpornými průjmy, jeho nemoc se rychle zhoršovala a 20. srpna 1651 jí podlehl. Někteří z jeho současníků předpokládali, že mohl být otráven. Na základě popisů jeho nemoci je však pravděpodobnější, že příčinou smrti byla buďto cholera nebo břišní tyfus. Byl pohřben v klášteře ve Świętym Krzyżu.